# Miyahisaïta
La miyahisaïta és un mineral de la classe dels fosfats, que pertany al grup de l'hedifana. Rep el nom en honor de Michitoshi Miyahisa (宮 久 三 千年) (1928 - 6 de febrer de 1983), mineralogista i professor de la Universitat d'Ehime, al Japó, pel seu treball sobre els dipòsits de Kyushu.

## Característiques
La miyahisaïta és un fosfat de fórmula química (Sr,Ca)₂Ba₃(PO₄)₃F. Va ser aprovada com a espècie vàlida per l'Associació Mineralògica Internacional l'any 2011, i la primera publicació data del 2012. Cristal·litza en el sistema hexagonal. La seva duresa a l'escala de Mohs és 5.
Segons la classificació de Nickel-Strunz pertany a «08.BN - Fosfats, etc. amb anions addicionals, sense H₂O, només amb cations de mida gran, (OH, etc.):RO₄ = 0,33:1» juntament amb els següents minerals: aradita, magganasita, fluorpiromorfita, fluorsigaiïta, fluoralforsita, alforsita, belovita-(Ce), clorapatita, mimetita-M, johnbaumita-M, fluorapatita, hedifana, hidroxilapatita, johnbaumita, mimetita, morelandita, piromorfita, fluorstrofita, svabita, turneaureïta, vanadinita, belovita-(La), deloneïta, fluorcafita, kuannersuïta-(Ce), hidroxilapatita-M, fosfohedifana, hidroxilpiromorfita, estronadelfita, fluorfosfohedifana, carlgieseckeïta-(Nd), vanackerita, pieczkaïta, hidroxilhedifana, pliniusita, parafiniukita, arctita, krügerita i goryainovita.
L'exemplar que va servir per a determinar l'espècie, el que es coneix com a material tipus, es troba conservat a les col·leccions mineralògiques del Museu Nacional de la Natura i la Ciència (Japó), amb el número d'espècimen: nsm m-41299.

## Formació i jaciments
Va ser descoberta a la mina Shimoharai, situada a la ciutat de Saiki, dins la prefectura d'Ōita (Japó). Es tracta de l'únic indret de tot el planeta on ha estat descrita aquesta espècie mineral.